# Naiktha Bains
Naiktha Bains, née le 17 décembre 1997, à Leeds en Angleterre, est une joueuse australienne et britannique de tennis mais elle joue sous les couleurs du Royaume-Uni depuis 2019.

## Biographie
Naiktha Bains est née d'un père indien et a émigré en Australie à l'âge de 8 ans. Elle possède la double nationalité britannique et australienne.

## Carrière professionnelle
Naiktha Bains commence sa carrière sur le circuit ITF en 2012. Elle y a remporté, à ce jour, 2 titres en simple et 19 en double.
Elle débute en 2014 sur le circuit WTA lors du tournoi de Hobart mais échoue en qualifications. Les années suivantes, elle n'obtient pas de résultats significatifs en simple.
En 2023, elle parvient en quart de finale du double du tournoi de Wimbledon avec sa partenaire britannique Maia Lumsden.

## Palmarès

### Titre en double dames
Aucun.

### Finale en double dames
| No | Date       | Nom et lieu du tournoi          | Catégorie | Dotation  | Surface      | Vainqueures                   | Partenaire   | Score    |          |
| -- | ---------- | ------------------------------- | --------- | --------- | ------------ | ----------------------------- | ------------ | -------- | -------- |
| 1  | 15-04-2024 | Open de Rouen Capfinances Rouen | WTA 250   | 267 082 $ | Terre (int.) | Tímea Babos Irina Khromacheva | Maia Lumsden | 6-3, 6-4 | Parcours |

### Finale en double en WTA 125
| No | Date       | Nom et lieu du tournoi | Catégorie | Dotation  | Surface    | Vainqueures                     | Partenaire   | Score    |          |
| -- | ---------- | ---------------------- | --------- | --------- | ---------- | ------------------------------- | ------------ | -------- | -------- |
| 1  | 07-08-2023 | Polish Open Kozerki    | WTA 125   | 115 000 $ | Dur (ext.) | Katarzyna Kawa Elixane Lechemia | Maia Lumsden | 6-3, 6-4 | Parcours |

## Parcours en Grand Chelem

### En simple dames
| Année | Open d'Australie | Open d'Australie        | Internationaux de France | Internationaux de France | Wimbledon | Wimbledon          | US Open | US Open       |
| ----- | ---------------- | ----------------------- | ------------------------ | ------------------------ | --------- | ------------------ | ------- | ------------- |
| 2014  | Q1               | Andrea Hlaváčková       | —                        | —                        | —         | —                  | —       | —             |
| 2015  | Q1               | Ons Jabeur              | —                        | —                        | —         | —                  | —       | —             |
| 2016  | Q1               | Sachia Vickery          | —                        | —                        | —         | —                  | —       | —             |
| 2017  | Q1               | Ksenia Lykina           | —                        | —                        | —         | —                  | —       | —             |
| 2018  | Q1               | Danka Kovinić           | —                        | —                        | —         | —                  | —       | —             |
| 2019  | Q3               | Jessika Ponchet         | —                        | —                        | Q1        | Danielle Lao       | Q1      | Jana Čepelová |
| 2020  | Q1               | Valeria Savinykh        | —                        | —                        | Annulé    | Annulé             | —       | —             |
| 2021  | Q1               | Tessah Andrianjafitrimo | —                        | —                        | Q2        | Tsvetana Pironkova | —       | —             |
|       |                  |                         |                          |                          |           |                    |         |               |
| 2023  | —                | —                       | —                        | —                        | Q2        | Viktorija Golubic  | —       | —             |

N.B. : à droite du résultat se trouve le nom de l'ultime adversaire.

### En double dames
| Année | Open d'Australie | Open d'Australie | Internationaux de France | Internationaux de France | Wimbledon                                                                        | Wimbledon | US Open | US Open |
| ----- | ---------------- | ---------------- | ------------------------ | ------------------------ | -------------------------------------------------------------------------------- | --------- | ------- | ------- |
| 2023  | —                | —                | —                        | —                        | 1/4 de finale M. Lumsden \|\| style="text-align:left;" \| S. Hunter E. Mertens   | —         | —       |         |
| 2024  | —                | —                | —                        | —                        | 1er tour (1/32) A. Rajecki \|\| style="text-align:left;" \| T. Babos N. Kichenok | —         | —       |         |

N.B. : le nom de la partenaire se trouve sous le résultat ; le nom des ultimes adversaires se trouve à droite.

## Classements WTA en fin de saison
| Année          | 2012 | 2013 | 2014 | 2015 | 2016 | 2017 | 2018 | 2019 | 2020 | 2021 | 2022 | 2023 | 2024 |
| Rang en simple | 980  | 1041 | 713  | 630  | 451  | 379  | 307  | 291  | 242  | 290  | 342  | 386  | 544  |
| Rang en double | 1159 | 1236 | 1103 | 836  | 323  | 198  | 139  | 202  | 218  | 289  | 220  | 98   | 169  |

Source : (en) Classements de Naiktha Bains sur le site officiel de la Fédération internationale de tennis